# Nationaal Park Gesäuse
Het Nationaal Park Gesäuse (Duits: Nationalpark Gesäuse) is een Oostenrijks nationaal park dat in 2002 werd opgericht in de deelstaat Stiermarken. Het park is 11.054 hectare groot en omvat het steile kalksteengebergte rond de kloof van de Enns.

## Fauna en flora
In het park leven onder andere Alpenboktor, visotter, kleine hoefijzerneus, 90 soorten broedvogels en meer dan 15 endemische plantensoorten.

## Afbeeldingen

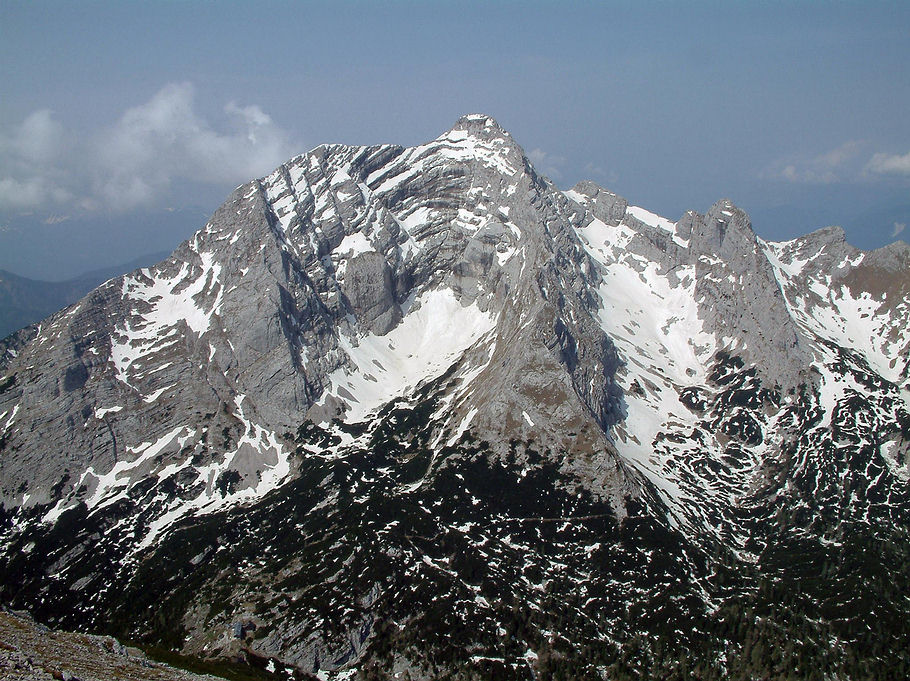
de Hochtor
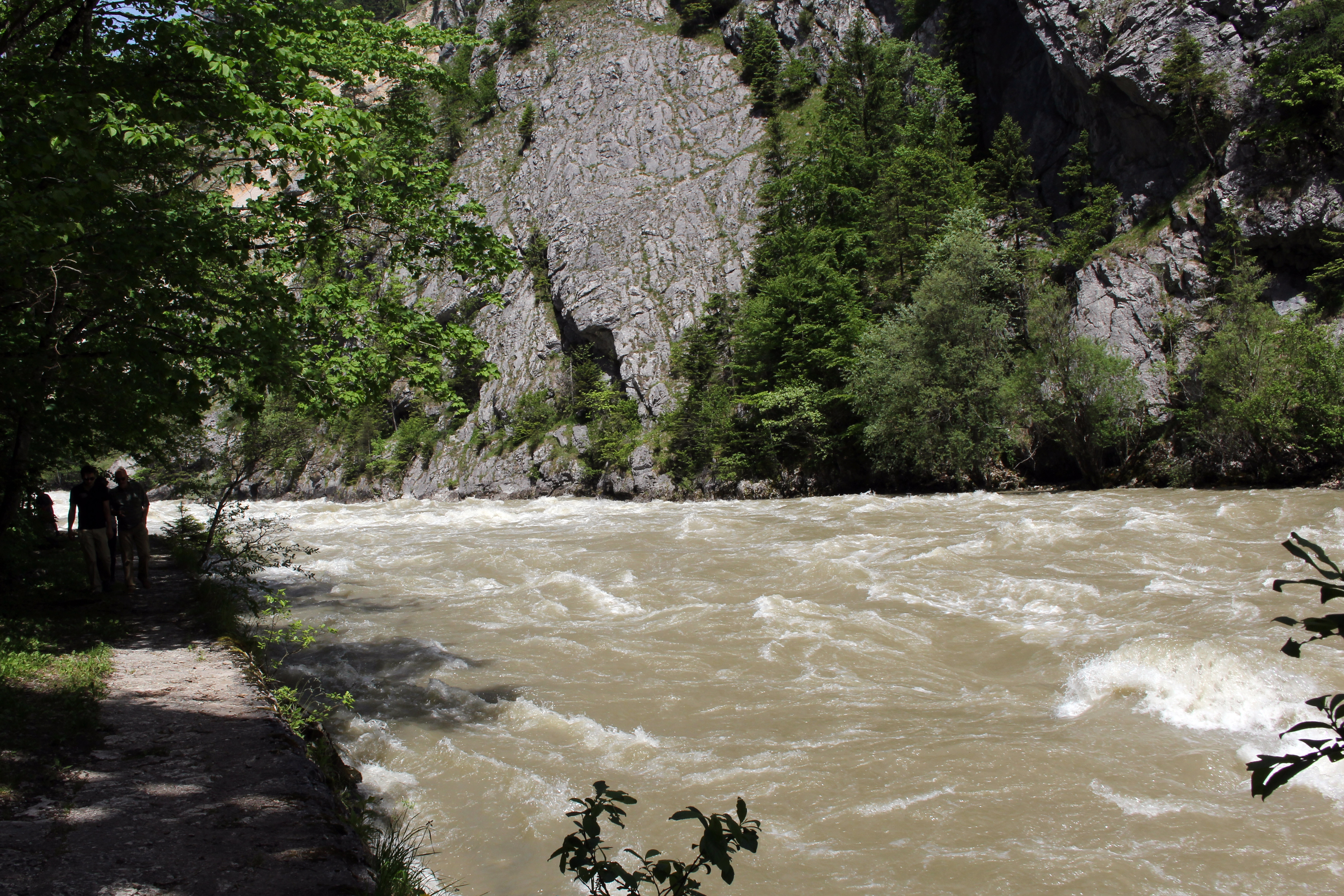
het dal van de Enns
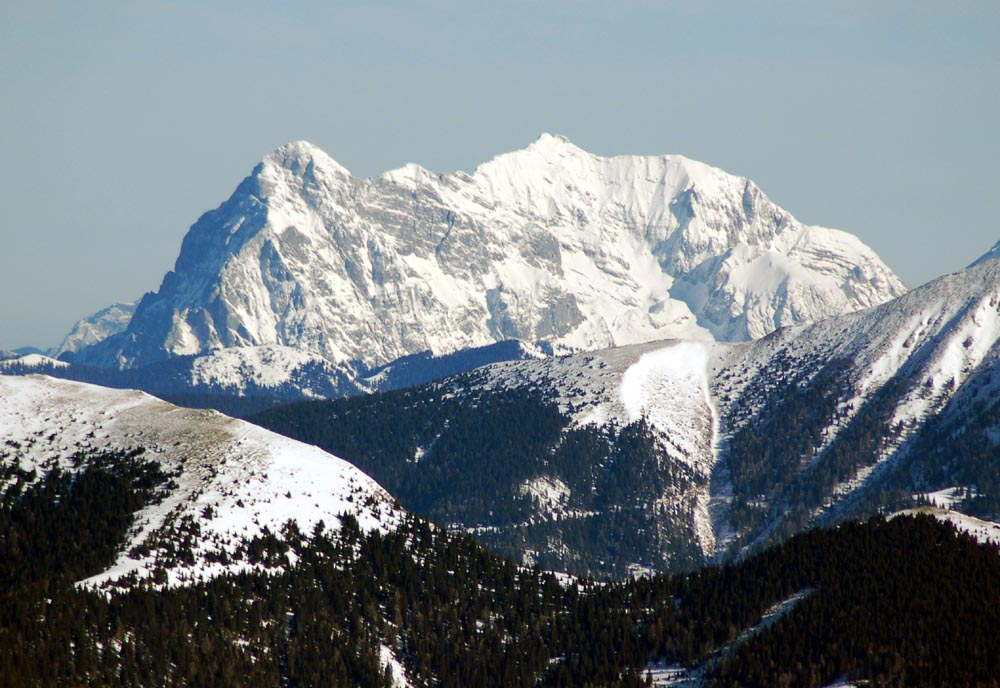
de Hochtor vanop de Hoher Zinken
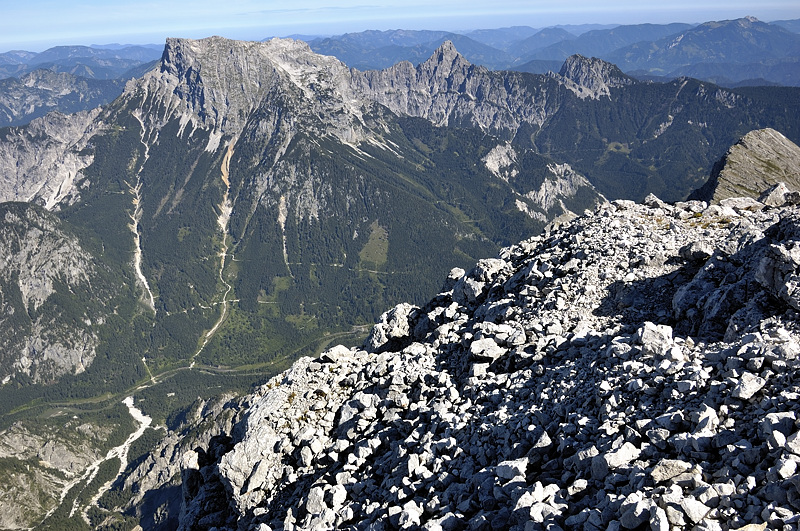
het Buchstein-massief
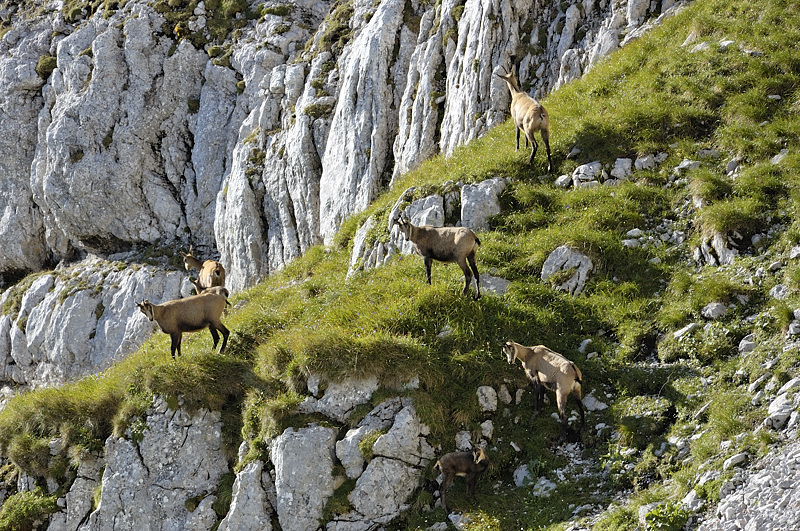
gemzen op de Hochtor